# CTC Enertech
CTC, tillsammans med Bentone, Turboflame och Osby Parca är en del av Enertech Group AB och är ett företag i Ljungby kommun. De utvecklar och tillverkar produkter för uppvärmning. Enertech Group AB är numera en del i Nibe Industrier AB.
I Enertech Group AB ingår även Bentone som tillverkar olje- bio- gasbrännare och Turboflame som tillverkar egenutvecklade pressluftsbrännare samt Osby Parca som tillverkar ångpannor och värmepannor för kraftvärme och större industrier. Enertech i Ljungby tillverkar olika typer av värmepumpar och pannor. Enertech Group AB har sammanlagt över 460 anställda. 

## Historik
Våren 1923 började tre tekniker i Göteborg tillverka produkter för uppvärmning. Bolagets namn blev CTC - initialerna hos grundarna Celsius-Tellander-Clarin. Produktion av värmepannor påbörjades i Ljungby år 1931. Året senare startade CTC tillverkning av varmvattenberedare och pannor för ved och koleldning. Dotterbolag bildades i Tyskland.
CTC köpte Coronaverken 1947. Coronaverken AB hade grundats 1918 i Göteborg och tillverkade sedan flera år industritvättmaskiner. År 1948 köpte de DOMUS (på den tiden utan anknytning till KF).  Efter uppköpen tillverkades industritvättmaskiner fortsatt av Coronaverken på Hisingen i Göteborg och mindre tvättmaskiner av DOMUS i Kungsbacka. Wascator blev försäljningsbolaget.
År 1952 lanserade CTC combipanna som kunde eldas med både olja och fast bränsle. Ny produktionsanläggning invigdes 1959 och forskning och utveckling flyttades från huvudkontoret i Göteborg. År 1973 köpte Electrolux affärsområdet tvättmaskiner. År 1977 invigde CTC den nya anläggningen vid Näsvägen i Ljungby. Huvudkontoret och all CTC:s produktion flyttade dit. Elpannan lanserades och 1982 lanserades frånluftsvärmepumpen.
År 1984 köptes CTC av Saab-Scania och Enertech gruppen bildades med Saab-Scanias övriga bolag inom värmebranschen. År 1985 introducerades luft-vattenvärmepumpar. År 1988 såldes CTC tillsammans med övriga Enertechbolag till Trelleborgkoncernen. År 1993 såldes företaget vidare till den engelska koncernen Wolseley. År 1998 gjordes en juridisk sammanslagning av CTC AB och Bentone AB. År 1999 lanserade CTC värmepumpar för berg, mark och sjö.
År 2001 såldes Enertechgruppen till Enertech ltd. År 2007 lanserades solvärmesystem och 2008 värmepumpar för större fastigheter. Samtidigt fortsätter man tillverka pannor för olja och fasta bränslen.
Konkurrensverket gav i januari 2017 klartecken för Nibes förvärv av huvudparten av Enertech Group.